# Culham
Koordinaten: 51° 39′ N, 1° 16′ W
Culham ist ein Dorf und „civil parish“ (Gemeinde) in der britischen Grafschaft Oxfordshire am Nordufer der Themse. Culham hat 415 Einwohner (2001).
Bekannt geworden ist der Ort vor allem durch das dort befindliche Forschungszentrum für Kernfusion, das von der United Kingdom Atomic Energy Authority (UKAEA) betrieben wird. Die ersten Labors wurden bereits 1960 auf einem ehemaligen Flugfeld der britischen Luftwaffe gebaut.
Im Laufe der Jahre wurden die Einrichtungen kontinuierlich ausgebaut und 1978 wurde Culham der Standort des europäischen Prestigeprojekts JET (Joint European Torus). Außer der europäischen Gemeinschaftsanlage JET betreibt UKAEA in Culham auch die britische Fusionsanlage MAST. Zurzeit sind in dem Forschungszentrum mehr als 1600 Personen beschäftigt.
Das (heute unbenutzte und vom Verfall bedrohte) Bahnhofsgebäude von Culham ist eines der wenigen noch erhaltenen Bahnhofsgebäude des britischen Ingenieurs Isambard Kingdom Brunel.
Im Culham Cut südlich des Ortes liegt die Themseschleuse des Culham Lock.